# Praia de Armação
A Praia de Armação está situada no bairro de Armação, em Salvador, capital do estado brasileiro da Bahia.
Esta praia fica localizada entre a Praia do Jardim de Alah e a Praia do Chega Nego, banhada pelo Oceano Atlântico.
A maior parte da praia é perigosa e com grandes ondas sendo utilizada quase que exclusivamente para a pesca de molinete e a prática do surfe.
As suas areias largas e fofas são utilizadas para a prática de frescobol e de campeonatos de vôlei, e esporadicamente de beach soccer.
O calçadão que margeia a praia é um dos favoritos para passeios e corridas, além de ciclismo em pista exclusiva.